# Liste der Einträge im National Register of Historic Places im Greene County (Illinois)

Lage des Greene County in Illinois

Die Liste der Einträge im National Register of Historic Places im Greene County in Illinois führt alle 13 Bauwerke und historischen Stätten im Greene County auf, die in das National Register of Historic Places aufgenommen wurden.

## Legende
| NRHP | Historic Place    |
| HD   | Historic District |

## Aktuelle Einträge
| [ 2 ] | Name                                           | Bild                                           | Eintragsdatum        | Lage | Ort        | Beschreibung                                                                                               |
| ----- | ---------------------------------------------- | ---------------------------------------------- | -------------------- | --- | ---------- | --- |
| 1     | Black Homestead Farm                           |                                                | 2005 ID-Nr. 05000110 | Rund zwei Kilometer westlich von Carrollton 39° 17′ 35″ N, 90° 26′ 33″ W                                                                                 | Carrollton | |
| 2     | Carrollton Courthouse Square Historic District | Carrollton Courthouse Square Historic District | 1985 ID-Nr. 85001667 | Abgegrenzt durch South Main Street, West 5th Street, North Main Street und West 6th Street 39° 18′ 6″ N, 90° 24′ 35″ W                                   | Carrollton | |
| 3     | James Columbiana Archeological Site            |                                                | 1982 ID-Nr. 82005203 | Adresse nicht veröffentlicht | Eldred     | |
| 4     | James John Eldred House                        |                                                | 1999 ID-Nr. 99000732 | Bluffdale Township Road, östlich der IL 100 39° 18′ 27″ N, 90° 32′ 46″ W                                                                                 | Eldred     | |
| 5     | Greene County Almshouse                        |                                                | 1991 ID-Nr. 91000568 | East 1325th Street, rund fünf Kilometer nordöstlich von Carrollton 39° 19′ 47″ N, 90° 21′ 53″ W                                                          | Carrollton | |
| 6     | Hodges House                                   | Hodges House                                   | 1980 ID-Nr. 80001364 | 532 North Main Street 39° 18′ 8,5″ N, 90° 24′ 32″ W | Carrollton | |
| 7     | Hotel Roodhouse                                |                                                | 1995 ID-Nr. 95001238 | 303 Morse Street 39° 28′ 56″ N, 90° 23′ 1″ W | Roodhouse  | |
| 8     | Koster Site                                    |                                                | 1972 ID-Nr. 72000460 | Rund acht Kilometer südlich von Eldred 39° 12′ 33″ N, 90° 32′ 57″ W                                                                                      | Eldred     | |
| 9     | Mound House Site                               |                                                | 1978 ID-Nr. 78001148 | Adresse nicht veröffentlicht | Hillview   | |
| 10    | Henry T. Rainey Farm                           |                                                | 1987 ID-Nr. 87000682 | Am nordöstlichen Stadtrand von Carrollton 39° 18′ 32″ N, 90° 23′ 12″ W                                                                                   | Carrollton | |
| 11    | Virginia Tillery Round Barn                    |                                                | 1982 ID-Nr. 82002536 | Westlich White Hall an der County Road 728 39° 26′ 26″ N, 90° 26′ 37″ W                                                                                  | White Hall | |
| 12    | White Hall Foundry                             | White Hall Foundry                             | 1980 ID-Nr. 80001365 | 102 South Jacksonville Street 39° 26′ 5″ N, 90° 24′ 30″ W                                                                                                | White Hall | |
| 13    | White Hall Historic District                   | White Hall Historic District                   | 1987 ID-Nr. 86003145 | Abgegrenzt durch Bridgeport Street, Jacksonville Street, Ayers Street und Main Street; ebenso 120 South Jacksonville Street 39° 26′ 12″ N, 90° 24′ 11″ W | White Hall | Das Gebäude mit der Adresse 120 South Jacksonville Street wurde 1993 zum historischen Distrikt hinzugefügt |